# لوسيان مورو
لوسيان مورو (بالفرنسية: Lucien Moreau)‏ هو صحفي فرنسي، ولد في 1875، وتوفي في 1932.